# Svinný
Svinný (německy Swinau) je vesnice s 235 obyvateli náležející k městu Chotěboř. Leží v nadmořské výšce 545 metrů.

## Historie
Název vznikl z místa výskytu divokých prasat, nebo z místa, kde se tato zvířata chovala. Poprvé je obec zmiňována v roce 1384, kdy se řešil spor chotěbořských měšťanů s majitelem vsi – klášterem benediktinů ve Vilémově. Soudce Jaroslav z Dobrušky rozhodl v roce 1398 ve prospěch kláštera a Chotěbořští museli platit mnichům úrok, jako ostatní poddaní. Poddaní se ještě snažili řešit spor přes chotěbořské panství a nakonec roku 1406 připadly pozemky definitivně ke klášteru.
V roce 1488 patřila obec k malečskému statku, který vlastnil dědic Jiříka z Malče – Jaroslav z Malče. Maleč patřila benediktínskému klášteru ve Vilémově, který ji pronajímal příslušníkům šlechty. Nájemce Jíra z Jeníkova využil nepřehledné situace v roce 1421, kdy byl klášter dobyt husity a prohlásil statek za svůj majetek. Roku 1466 se pokusili chotěbořští o získání pozemků, ale opět neuspěli. V roce 1515 byl Malečský statek spolu se Svinným zapsán Heřmanem Malečským z Malče Jiříkovi Přibkovi z Otaslavic, kterému patřil alespoň do roku 1544. V roce 1591 byl Svinný součástí světelského panství, které vlastnili Trčkové z Lípy. Roku 1604 vyhověl Jan Rudolf Trčka z Lípy poddaným z Chotěboře a vyměnil Kojetín za ves Svinný. Výtěžek financoval chod kostela, fary a špitálu. Majetek Jana Rudolfa Trčky z Lípy byl konfiskován za účast na protihabsburském spiknutí Albrechta z Valdštejna. Císař Ferdinand II. daroval tento majetek Jaroslavu Sezimovi Rašínovi z Rýzmburka. Pánům z Chotěboře patřila obec až do zrušení poddanství a roku 1848 vznikla samospráva obce.
Ve vesnici se nachází kaplička z přelomu 19. a 20. století a pomník padlým ve světových válkách. Nachází se zde také památný strom: více než 200 let stará lípa zvaná „U Klepetků“.
Součástí Svinného je také osada Čapkovy Domky ležící při křižovatce směrem na Klouzovy.
| Rok            | 1869 | 1880 | 1890 | 1900 | 1910 | 1921 | 1930 | 1950 | 1961 | 1970 | 1980 | 1991 | 2001 |
| -------------- | ---- | ---- | ---- | ---- | ---- | ---- | ---- | ---- | ---- | ---- | ---- | ---- | ---- |
| Počet obyvatel | 333  | 342  | 300  | 296  | 310  | 317  | 294  | 231  | 245  | 219  | 242  | 229  | 222  |

## Další fotografie

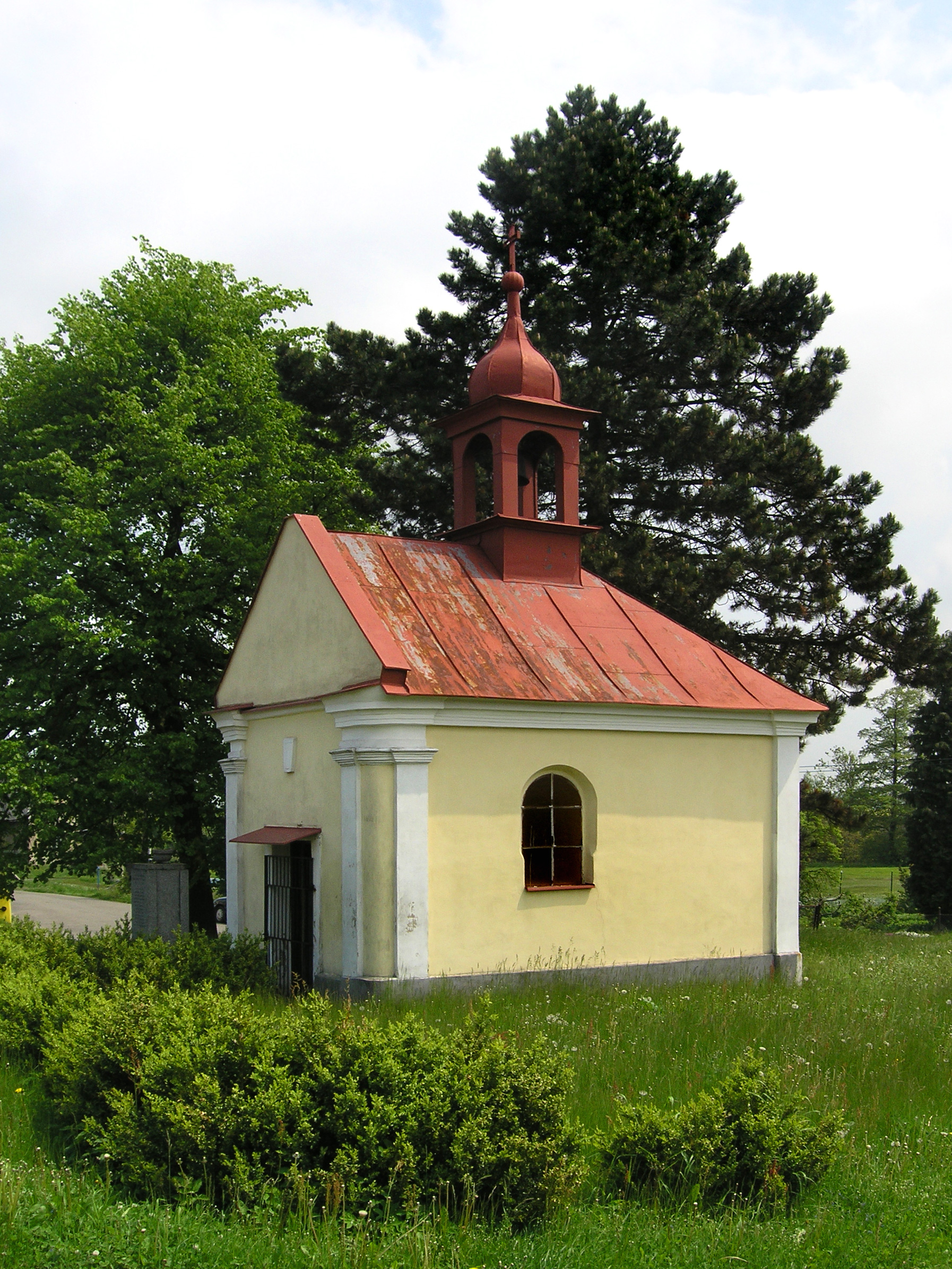
Kaplička
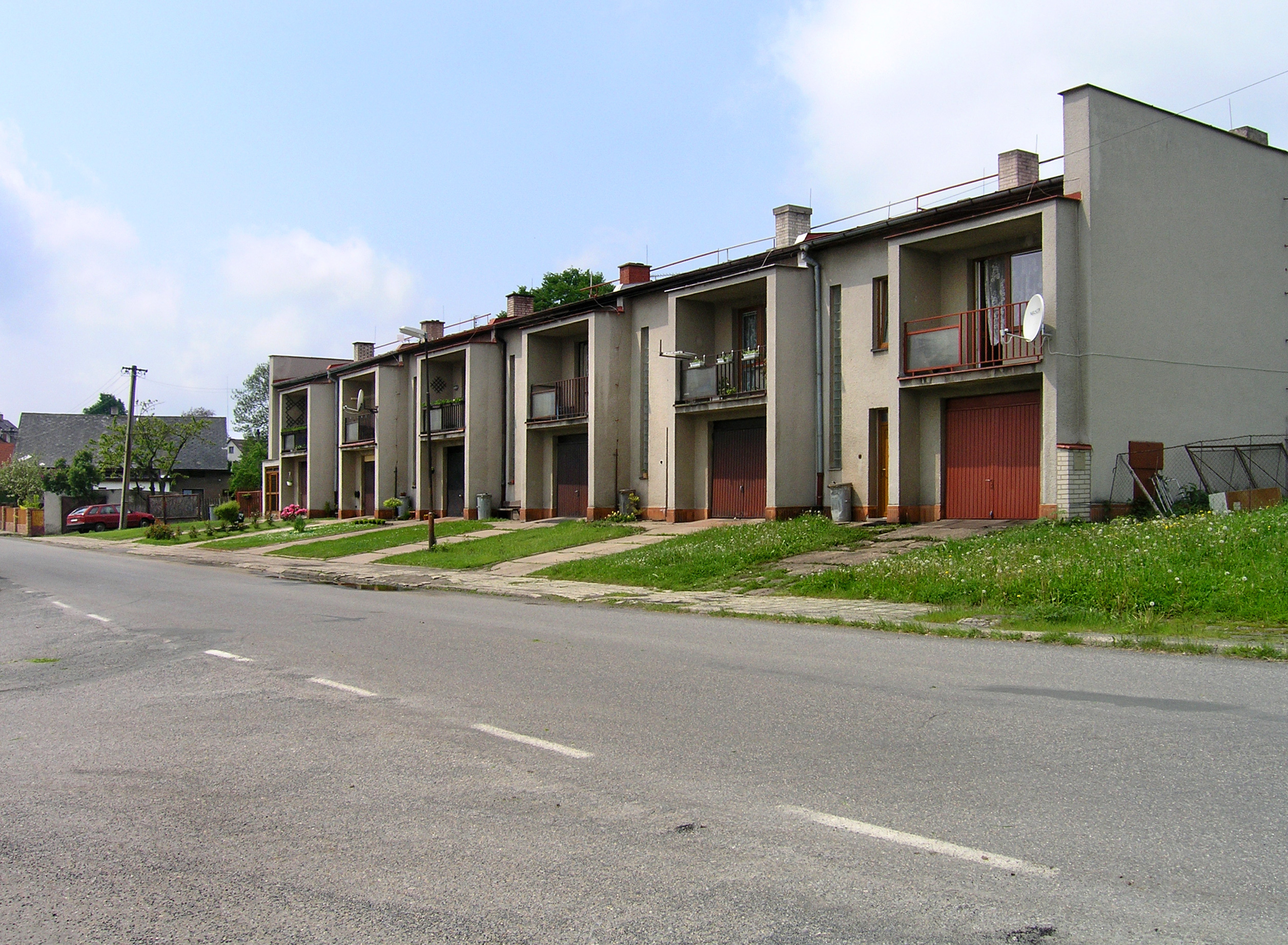
Bytovky na návsi